# 純喫茶磯辺
『純喫茶磯辺』（じゅんきっさいそべ）は、2008年7月5日に公開された日本映画。
監督・脚本・編集は『机のなかみ』などで知られる吉田恵輔、主演は宮迫博之・仲里依紗。
遺産が入ったことをきっかけに喫茶店を開業する怠惰な男とその娘を巡る人間関係を多くのエピソードに絡めて描く。
キャッチコピーは「喫茶店はじめたぐらいじゃ、人生変わらないと思ってた…。」

## ストーリー
磯辺裕次郎は39歳の鳶職。離婚しており、高校2年生の娘・咲子と団地で2人暮らしである。咲子は家事全般をこなす良い娘だが、裕次郎の勤労意欲は決して高くない。裕次郎の元妻で咲子の母・麦子はそう遠くないところに住んでおり、スナックに勤務している。咲子も時々そのスナックに母を訪ねている。
ある日、裕次郎の父親が死去し、金額は明らかにされないが、まとまった遺産が裕次郎の元に転がり込む。裕次郎は仕事に行かなくなり、毎晩キャバクラに閉店時間まで入り浸る有様だ。
或る晩、夕食の席で、咲子がやや言いにくそうに「ねえ、お父さん、仕事しないの？」と尋ねる。裕次郎は「考えている最中だ…」と言葉を濁す。裕次郎はたまたま入った喫茶店で、マスターが女性客と親密に話すのを見て、未経験ながら自分も喫茶店をやろうと思い立つ。咲子が驚く中、裕次郎は着々と開業準備を進めていく。やがて咲子も喫茶店の開業が楽しみになり、洒落た横文字の店名などを裕次郎に提案したりする。
開店準備がかなり進んだ頃、咲子は現場を見に行き、店名が「純喫茶磯辺」になっていることを知り、裕次郎に猛烈に抗議し、更にはその内装が余りにもダサいことに愕然とする。
肥満気味のアルバイト江頭麻美を雇い、咲子もウェイトレスとして働くことにして、裕次郎は開業の日を迎える。しかし、客が入ってくる気配は一向に無いのだった。
翌日、咲子が学校に行っている時に、客として菅原素子が来店する。素子は裕次郎の好みのタイプである。開店記念ノベルティを手渡す際に、素子からアルバイトを採用しているかと訊かれた裕次郎は素子の採用を即決する。学校を終え出勤してきた咲子は、経営上の観点から素子の採用について裕次郎に猛烈に抗議するが、裕次郎は勿論受け入れない。その上、裕次郎は麻美を解雇してしまう。
客の入りが悪いことから、裕次郎は旧友の印刷屋に頼み店のチラシを作成する。咲子と素子が駅前に配りに行くが受け取ってくれる人は少ない。咲子や裕次郎には露見しないのだが、素子は配布をサボり、ハンバーガー店で時間を潰し、店を出る際には残ったチラシの束を店のゴミ箱に捨てる始末だ。
チラシ配りを諦めた咲子が店に戻ると、裕次郎は新たな客集めの方策を咲子に披露する。それは、店舗型の風俗嬢などが着るのではないかと思わせる、赤色のミニスカート等、露出の多い衣装であった。咲子は驚き怒り、そんな服を着る女性はいる筈がないと抗議した途端、店の奥からその衣装を着た素子が現れる。素子はその格好で店の前でチラシ配りを始めると、大勢の男が受け取る。素子は可愛らしい容姿を持つ一方、上記のようにチラシ配りをサボったり、下ネタに近い話題で乗りの良さを見せたり、露出の多い衣装に何の抵抗も見せないなど、掴み所の無い女性だということが段々と分かってくる。
素子の衣装のお陰で翌日から店は大繁盛となり、素子と一緒に写真を撮りたがる客、セクハラまがいのことをする怪しからん客なども出てくるが、裕次郎は御満悦である。
裕次郎は、閉店後に数回、素子を居酒屋に誘い、素子に彼氏がいないことを確認し、素子を家までタクシーで送るなどして、素子との距離を徐々に縮めていく。そして、素子との結婚まで真剣に考え始める。
そして、ついに裕次郎は、遺産の残りをはたいて買った婚約指輪をポケットに、素子と居酒屋へ行く。しかし、そこへ咲子がいきなり現れたことから雰囲気がおかしくなり始める。裕次郎の素子との結婚の意向を既に察知しており、心の中で反対する咲子は素子に対して敵対的な態度をとり始める。裕次郎は当たり障りの無い話題で雰囲気を戻そうとするが、素子の恋愛関連の話題となった時に、素子は、セクハラ客の小沢と性的関係を持ってしまったと唐突に言い出し、裕次郎と咲子を唖然とさせる。
翌日から、裕次郎の素子に対する態度が余所余所しくなる。そして、件の小沢が来店し、いつもの様に素子の手を握ったりするのを見た裕次郎が小沢の頭をはたいたことから、2人は取っ組み合いの大乱闘となる。警察が来て、裕次郎がパトカーに乗り込む時、素子は裕次郎に「私、この店、もう辞めますね」と小さい声で言い、裕次郎も「そうね、辞めてくれる」と力無く返す。
素子が辞めた後、店の客は激減する。裕次郎が頼んで戻って来て貰った江頭麻美が素子が着ていた衣装を着て接客するが、効果は皆無だ。
そんな時、咲子は街で偶然、素子に会い、喫茶店でお茶を飲む。咲子の素子に対する嫌悪感は消えており、2人は和やかに話す。素子はその日、故郷の北海道に帰るのだと告げ、裕次郎宛ての手紙を咲子に託ける。店で咲子は素子の手紙を裕次郎に渡すが、裕次郎は無関心を装う。しかし、その夜、裕次郎はいきなり店を飛び出し、自転車を飛ばして素子を探しに出掛ける。しかし、素子には会えずに店に戻って来る。
1年後、咲子は高校3年生になっており、調理師学校への進路も決まっている。或る日、咲子は街で、再度、偶然に素子と出会う。素子は妊娠してお腹が大きくなっている。素子の説明は、1年前のあの夜は、切符に問題があり北海道に戻れず、その際に切符のことを色々と教えてくれたJRの社員と付き合うようになり、もうすぐ籍を入れる予定であるというものだった。
素子と別れた咲子は、純喫茶磯辺の「跡地」を見に行く。そう、店は素子が辞めた後、間も無く閉店していたのだった。腹立たしくも懐かしい想い出に浸っていると涙が出て来る。すると、鳶の仕事を終えた裕次郎が自転車で通りかかり、咲子を見つけて、「泣いていたのか？」と問い質す。涙のことを誤魔化すべく咲子は走り出し、その後を裕次郎が追い掛けて行く。

## キャスト
- 磯辺 裕次郎：宮迫博之
- 磯辺 咲子：仲里依紗
- 菅原 素子：麻生久美子
- 麦子（裕次郎の元夫・咲子の母）：濱田マリ
- 江頭 麻美：近藤春菜（ハリセンボン）
- 柴田（常連客）：斎藤洋介
- 小沢（常連客）：ダンカン
- 本郷（常連客）：ミッキー・カーチス
- 安田（常連客）：和田聰宏
- カップル客：あべこうじ、踊り子あり
- 痩せた客：谷口一
- カナ（金沢、咲子の友人）：悠木碧
- マナ（真鍋、咲子の友人）：田島ゆみか
- 裕次郎行きつけのキャバクラの嬢：堀越のり
- 裕次郎が立ち寄った喫茶店のマスター：矢柴俊博
- 素子の元彼：伊藤明賢
- 居酒屋の店主：明樂哲典
- 改装業者：三島ゆたか
- 三平食品の配達員：内藤トモヤ

## スタッフ
- 監督・原作・脚本・編集：吉田恵輔
- 撮影：村上拓
- 照明：山田真也
- 録音：湯脇房雄
- スタイリスト：小林純子
- 配給：ムービーアイ・エンタテインメント
- 芸術文化振興基金助成事業
- 製作：「純喫茶磯辺」製作委員会（ムービーアイ・エンタテインメント、メディアファクトリー、テレビ大阪、WOWOW、テレビ愛知）

## ロケ地
東京都狛江市 和泉多摩川商店街：純喫茶磯辺の「跡地」はデイサービス施設となっている。